# Heuchelheim (Schlüsselfeld)

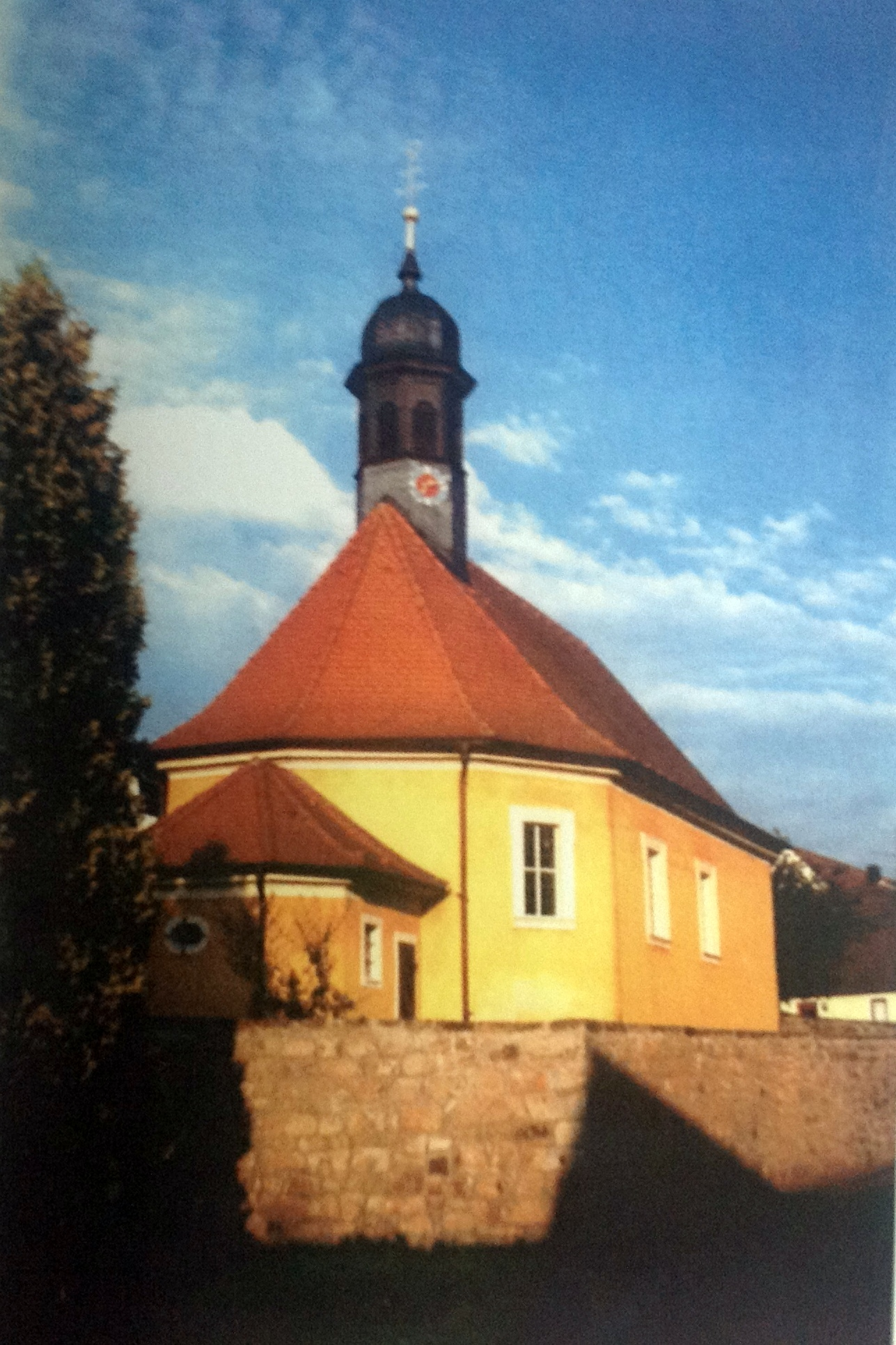
Filialkirche Heuchelheim

Heuchelheim ist ein Gemeindeteil der Stadt Schlüsselfeld im Landkreis Bamberg (Oberfranken, Bayern). Die Gemarkung Heuchelheim hat eine Fläche von 10,694 km². Sie ist in 1128 Flurstücke aufgeteilt, die eine durchschnittliche Flurstücksfläche von 9480,77 m² haben. In ihr liegen neben dem namensgebenden Ort die Gemeindeteile Debersdorf und Rambach.

## Lage
Das Kirchdorf Heuchelheim liegt im Tal der Reichen Ebrach im Steigerwald. Der Ort besteht aus zwei durch den Fluss getrennten Siedlungsteile (Nord und Süd). Unweit südwestlich auf dem Heuchelheimer Berg treffen die drei Regierungsbezirke Mittelfranken, Oberfranken und Unterfranken aufeinander (siehe Dreifrankenstein). Durch den Ort verläuft der Fränkische Marienweg.

## Geschichte

### Urkundliche Erwähnungen
- 856: Erste bekannte urkundliche Erwähnung des Orts. Ob der Ortsname auf den Ritter Huchilo zurückgeht (vermutlich Namensgeber für den Würzburger Stadtteil Heuchelhof), ist nicht gesichert.
- 1136: Gunderum, Gattin eines Freien zu Aschbach, erfüllte die ihrem Gatten gegebene Zusage, sein Gut im Nachbarort Aschbach und auch Güter in Heuchelheim dem Kloster Michelsberg in Bamberg zu übergeben.
- 1184: Maginraclus (Meinhard der Blinde), ein Ministeriale des Klosters Michelsberg, hatte einen Hof in „Villa Huchelheim“ zu Lehen.
- 1410: Otto von Crailsheim übergab sein frei und eigen Gut Heuchelheim dem Bischof von Würzburg und empfing es zu Lehen. Dabei wurde auch das Schloss zu Heuchelheim erwähnt.
- 1525: Im Zuge des Bauernkriegs werden Heuchelheim und das Schloss vermutlich zerstört.
- 1661: Heuchelheim wurde für 5000 Reichstaler an das Hochstift Würzburg verkauft (Amt Schlüsselfeld).
- 1804: Heuchelheim gehörte zur Provinz Bamberg und als Gemeinde zum Landgericht Burgebrach.
- 1806: Heuchelheim wurde restituiert zum großherzoglich-toskanischen Amt Schlüsselfeld.
- 1810: Heuchelheim kam zum Königreich Bayern (Landgericht Höchstadt/Aisch).

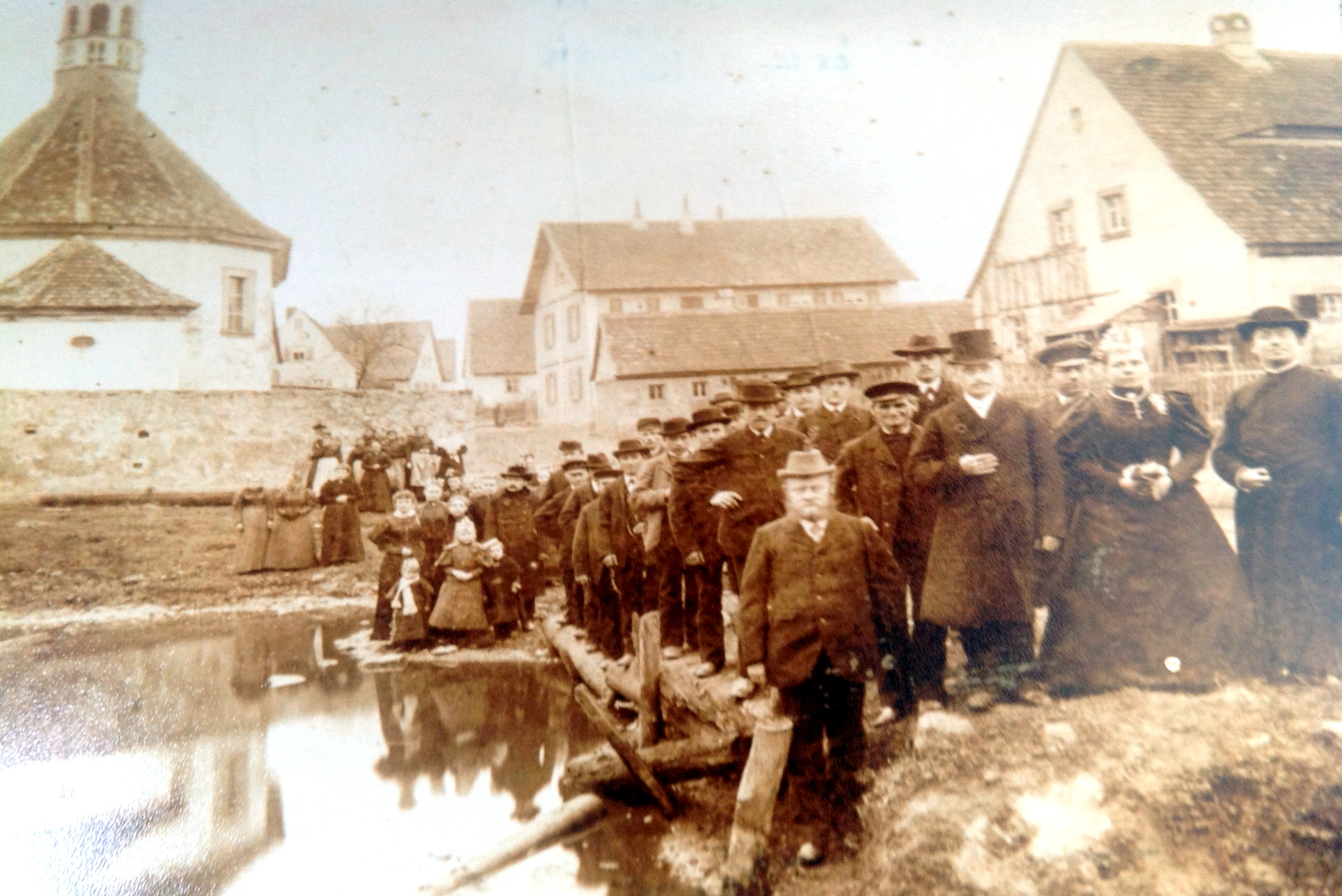
Hochzeitsgesellschaft um 1900

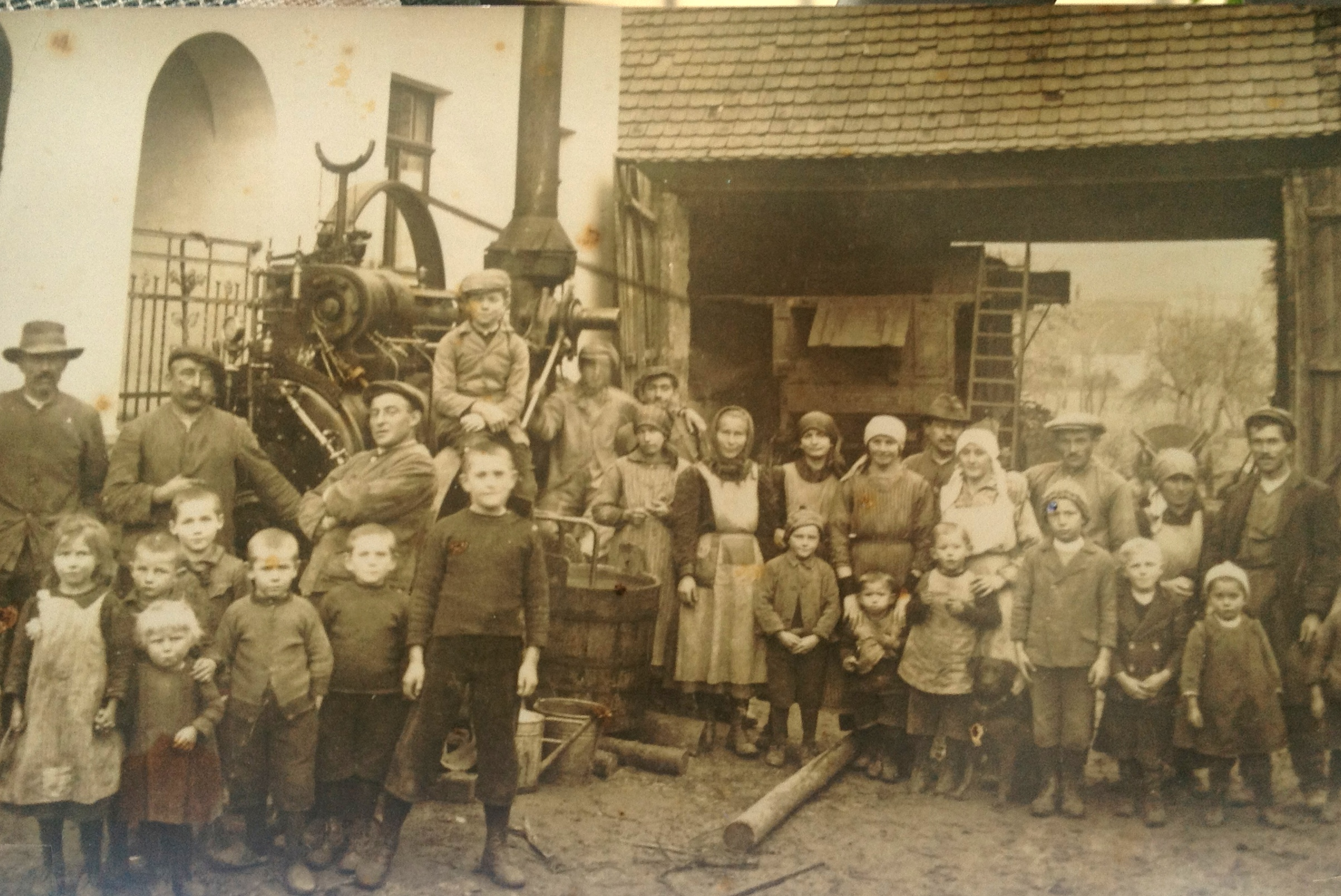
Dreschmannschaft mit Brotzeitkindern 1926

### Wasserschloss
Im Mittelalter stand im Südteil des Ortes ein Wasserschloss. 1525 wurde das Heuchelheimer Schloss im Bauernkrieg zerstört. 1691 kaufte Hyronimus Christof Freiherr von Pölnitz vom Hochstift Würzburg unter anderem den Platz, an dem das Heuchelheimer Schloss gestanden hatte. Nach Erzählungen im Ort konnte man noch um 1900 auf dem Hügel mit den Schlossüberresten Schlitten fahren (Fl.Nr. 13). Der Standort wird noch heute Schlosswiese genannt. Die Straße über die Reiche Ebrach, die beide Ortsteile verbindet, wurde mit dem Abbruchmaterial des ehemaligen Schlosses aufgeschüttet. Durch den dabei entstandenen Straßendamm wurde die Verbindung gegen Hochwasser gesichert.

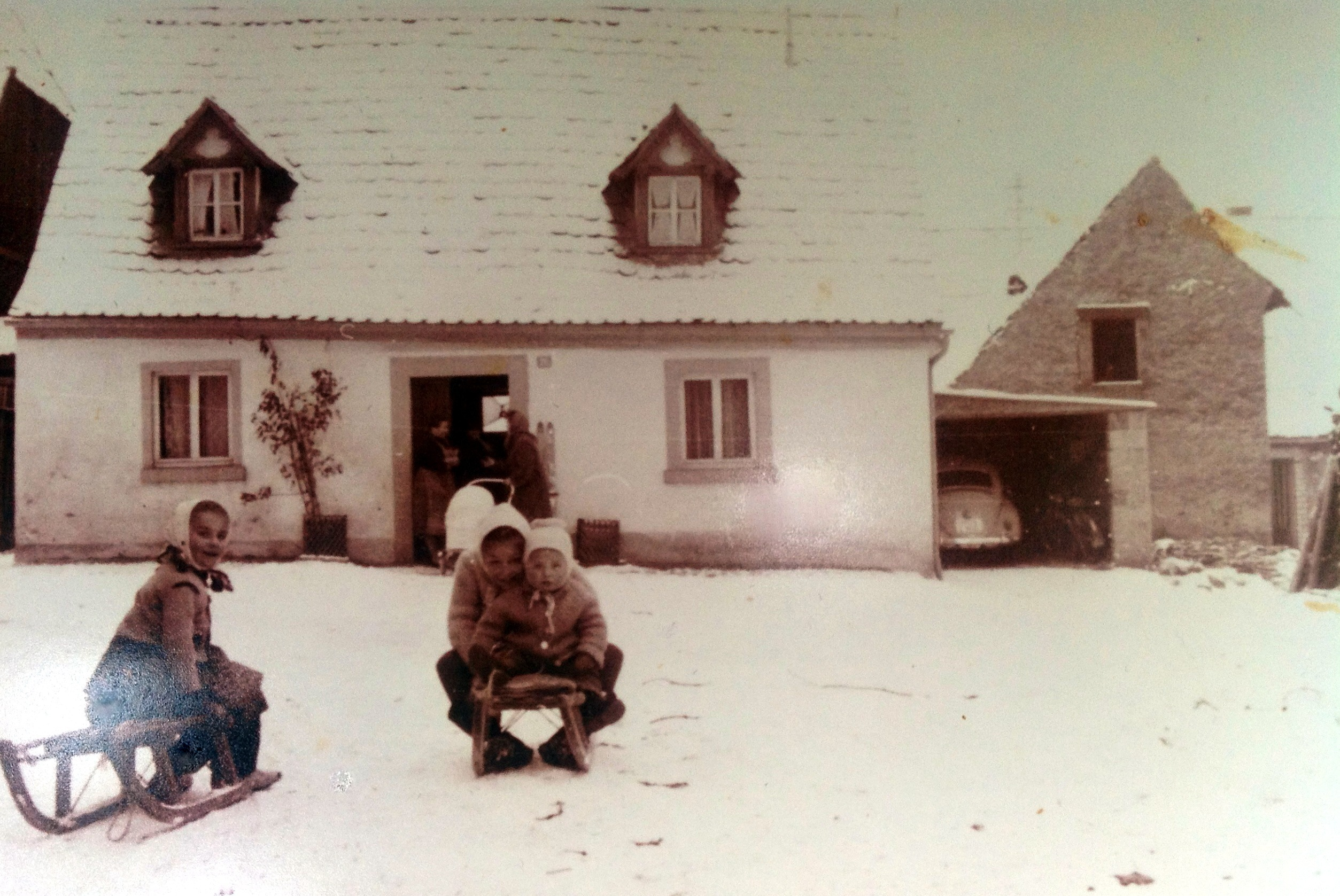
Wohnhaus um 1960

### Nachkriegszeit
- Befreiung Heuchelheims durch amerikanische Soldaten am 15. April 1945.
- Ältere Einwohner berichteten, dass nach den Luftangriffen auf das 40 km entfernte Würzburg im März 1945 Aschepartikel auch in Heuchelheim niedergingen.
- Zu Beginn der 1950er Jahre waren in Heuchelheim folgende Betriebe ansässig: 35 landwirtschaftliche Betriebe, zwei Schmieden, zwei Viehhandlungen, zwei Gasthäuser (mit einer Brauerei), ein Mühlbetrieb, zwei Schuhmachereien, ein Fuhrunternehmen, ein Tünchergeschäft, eine Hausmetzgerei und zwei Schneidereien. Etwa acht Handwerker und elf Arbeiter, davon vier Knechte, gingen ihrem Erwerb vom Ort aus nach.
- Eine zentrale Wasserversorgung für den Ort besteht seit 1956.
- Ab 1959–1964 Bau der Autobahn A 3 südlich von Heuchelheim von Nürnberg nach Frankfurt am Main. Durchgehende Verkehrsfreigabe 1964.
- 1964 Abbruch der steinernen Dreibogenbrücke und Neubau eine tragfähigeren Stahlbetonbrücke als Verbindung zwischen Nord- und Südteil.
- Von 1960 bis 1970 wurde das Flurbereinigungsverfahren in der Ortsflur durchgeführt. Das Verfahren war wegen des Baus der Autobahn notwendig geworden. Die vorläufige Besitzeinweisung fand vor der Herbstsaat 1970 statt, der Grundbuch-Eintrag erfolgte mit Wirkung vom 1. Januar 1972. Am 7. April 1987 wurde die Teilnehmergemeinschaft aufgelöst. Dabei wurde das Versäumnis kritisiert, die Rechte Einzelner am ungeteilten Gemeindeland abzulösen.
- 1971 Auflösung der Volksschule.

### Auflösung der Gemeinde
1966 fand die letzte Wahl eines Gemeinderates für die Gemeinde Heuchelheim mit den Ortsteilen Rambach und Debersdorf statt. Letzter Erster Bürgermeister war Hans Engert. Im Jahr 1972 entschied der Gemeinderat über die Auflösung der Gemeinde und die Eingliederung in die Stadtgemeinde Schlüsselfeld zum 1. Juli 1972. Am selben Tag wurde auch der Landkreis Höchstadt an der Aisch aufgelöst (heute Erlangen-Höchstadt). Seit 1978 gehören die Stadtgemeinde Schlüsselfeld und damit auch Heuchelheim zum Landkreis Bamberg.

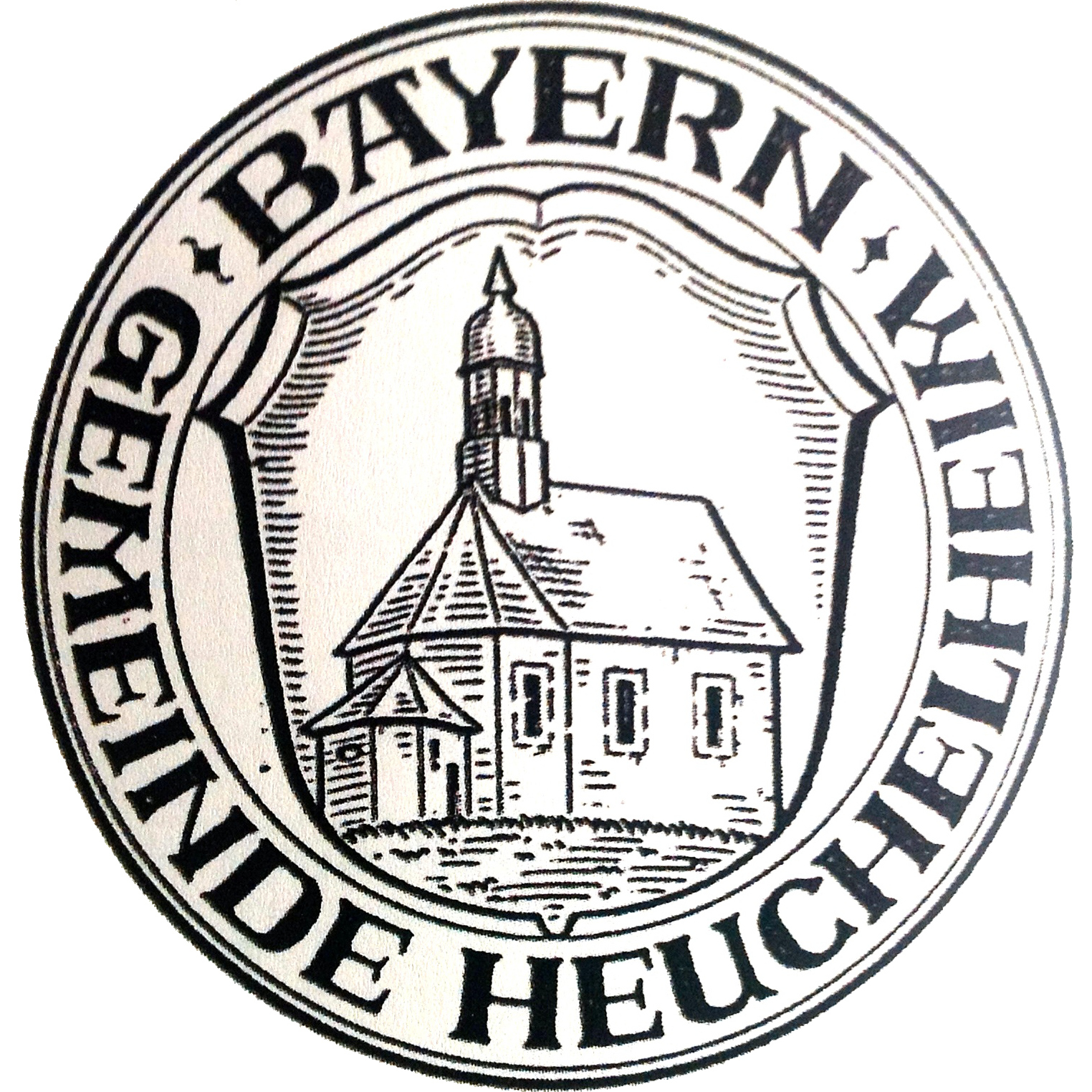
Gemeindesiegel Heuchelheim bis 1972

## Wappen
Blasonierung: In Blau auf grünem Boden eine silberne Kirche mit Dachreiter und roten Dächern (verliehen vom Staatsministerium des Innern mit Urkunde vom 14. Juni 1949). Das Wappenschild zeigt die Dorfkirche in der gebotenen heraldischen Vereinfachung. Die im gemeindlichen Hoheitszeichen erscheinenden Farben Silber und Rot spielen auf die Wappenfarben des Hochstifts Würzburg an, das die Ortschaft im Amt Schlüsselfeld von 1661 bis zur Säkularisation 1803 besaß. Auch die Pfarrei gehörte in dieser Zeit zum Bistum Würzburg.

## Sonstiges
Auf dem Kriegerdenkmal am Kirchweiher (eingeweiht 1926) sind vier Kriegsteilnehmer am Deutsch-Französischen Krieg 1870/71 und 14 Gefallene im Ersten Weltkrieg verzeichnet. Am Zweiten Weltkrieg nahmen 48 Männer teil, davon sind 18 gefallen oder vermisst.
An der Verbindungsstraße Heuchelheim–Fürstenforst steht 420 Meter südlich der Gemarkungsgrenze ein steinernes Schwedenkreuz als Sühnezeichen.
Heuchelheim liegt am ehemaligen Verbindungsweg zwischen den ehemals großen jüdischen Gemeinden Aschbach und Burghaslach. Dort hatten Juden seit der frühen Neuzeit teilweise einen Anteil von über 20 Prozent der Bevölkerung. Da die Burghaslacher Juden den jüdischen Friedhof in Aschbach teilweise mitbenutzten, führten wohl die Trauerzüge über Heuchelheim.